# Logrosán (kommunhuvudort)
Logrosán är en kommunhuvudort i Spanien.   Den ligger i provinsen Provincia de Cáceres och regionen Extremadura, i den centrala delen av landet, 190 km sydväst om huvudstaden Madrid. Logrosán ligger 473 meter över havet och antalet invånare är 2 204.
Terrängen runt Logrosán är platt åt sydost, men åt nordväst är den kuperad. Terrängen runt Logrosán sluttar söderut. Runt Logrosán är det mycket glesbefolkat, med 6 invånare per kvadratkilometer. Närmaste större samhälle är Guadalupe, 19,1 km nordost om Logrosán. Omgivningarna runt Logrosán är huvudsakligen savann.